# Reinhardswald
Onder Reinhardswald wordt verstaan:

Ligging Gutsbezirk Reinhardswald

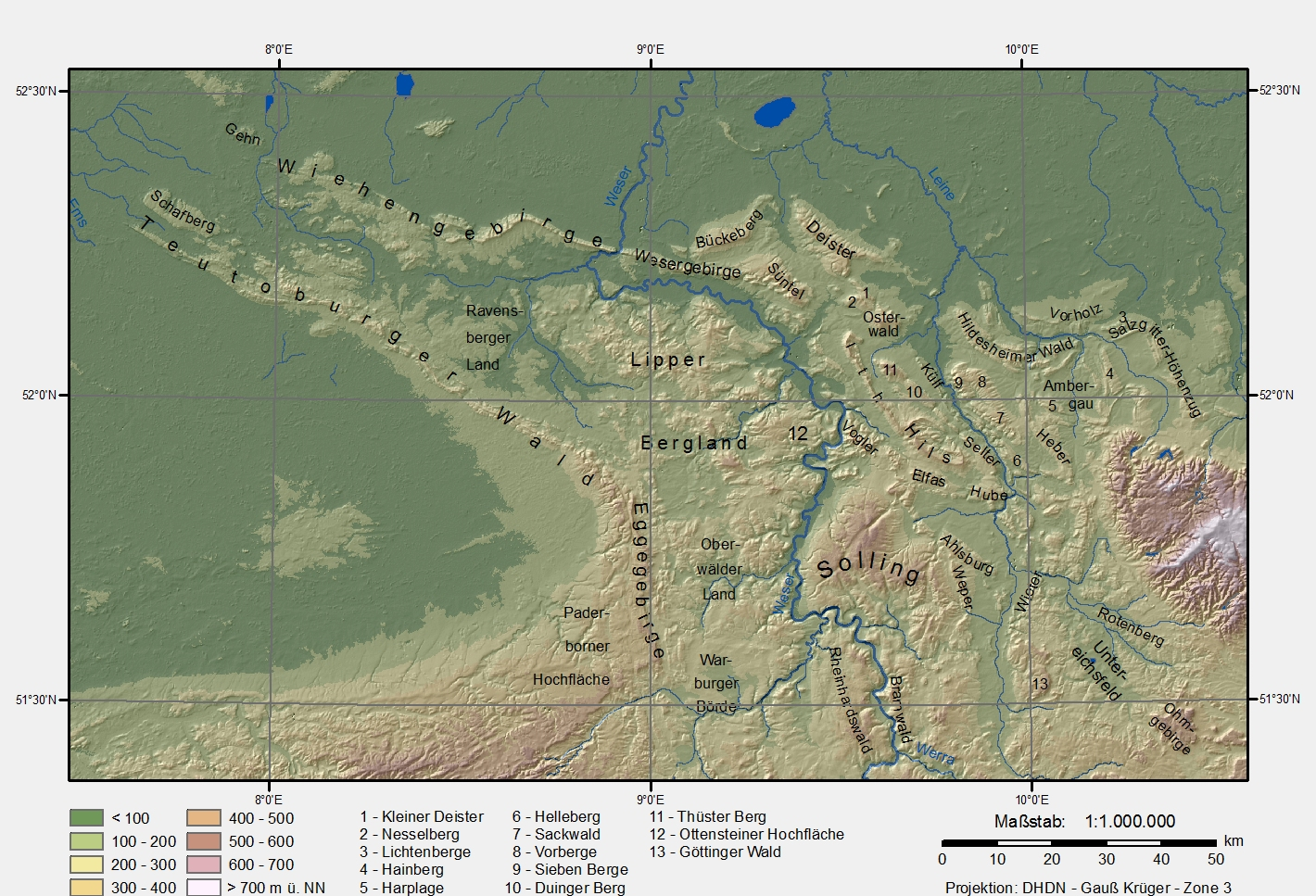
Kaart van de middelgebergten in Nedersaksen. Midden onder ligt het Reinhardswald

- de ruim 200 km² (20.000 ha) grote heuvelrug Reinhardswald in Duitsland, in het uiterste noorden van de deelstaat Hessen, waar deze aan de deelstaat Nedersaksen grenst, tussen Hofgeismar, Trendelburg en de rivier Diemel  in het westen, Bad Karlshafen in het noorden, de rivier de Wezer in het oosten, de stad Hann. Münden in het zuidoosten  en Immenhausen in het zuidwesten. Het Reinhardswald maakt deel uit van de grotere middelgebergtezone Wezerbergland.
- een gemeentevrij gebied in de Landkreis Kassel in Hessen, met de officiële benaming Gutsbezirk Reinhardswald, dat het grootste deel van deze heuvelrug omvat, en waarvan de bestuurstaken berusten bij ambtenaren van de boswachterij. Dit gemeentevrije gebied heeft twee inwoners, die aan de rand ervan een horecagelegenheid bedrijven. Om administratieve problemen te voorkomen (in een gemeentevrij gebied zijn bijvoorbeeld geen postcodes) zijn deze mensen "officieel" inwoners van een aangrenzende plaats. De Gemeindefreie Zone Gutsbezirk Reinhardswald heeft een oppervlakte van 18.258[2] hectare, en is daarmee het grootste gemeentevrije gebied van Hessen en, na twee soortgelijke zones in het Nedersaksische deel van het Harzgebergte, het derde in oppervlakte van geheel Duitsland.

## Dorpen, kastelen
In de heuvelrug, maar buiten het gemeentevrije gebied, liggen enkele dorpen:
- Beberbeck, gemeente Hofgeismar, met circa 100 inwoners; hier staan twee kastelen, waaronder het als [3]Kasteel van Doornroosje  bekende kasteel Sababurg (met hotel) , een van de beroemdste kastelen van geheel Duitsland, en met de aangrenzende dierentuin Tierpark Sababurg. De in 1334 gebouwde Sababurg is deels ruïne, maar wordt regelmatig gebruikt voor toneeluitvoeringen en andere evenementen met het sprookje van Doornroosje als thema. Het kasteelcomplex ligt bovenop de Burgberg der Sababurg (ca. 315 m hoog). Tussen 2018 en mei 2021 was het complex gesloten. Het restaurant is i.v.m. de covid-19-regels, tot nader order gesloten; er staat een foodtruck.
- Friedrichsfeld en Gottsbüren, gemeente Trendelburg, met respectievelijk ca. 175 en 800 inwoners

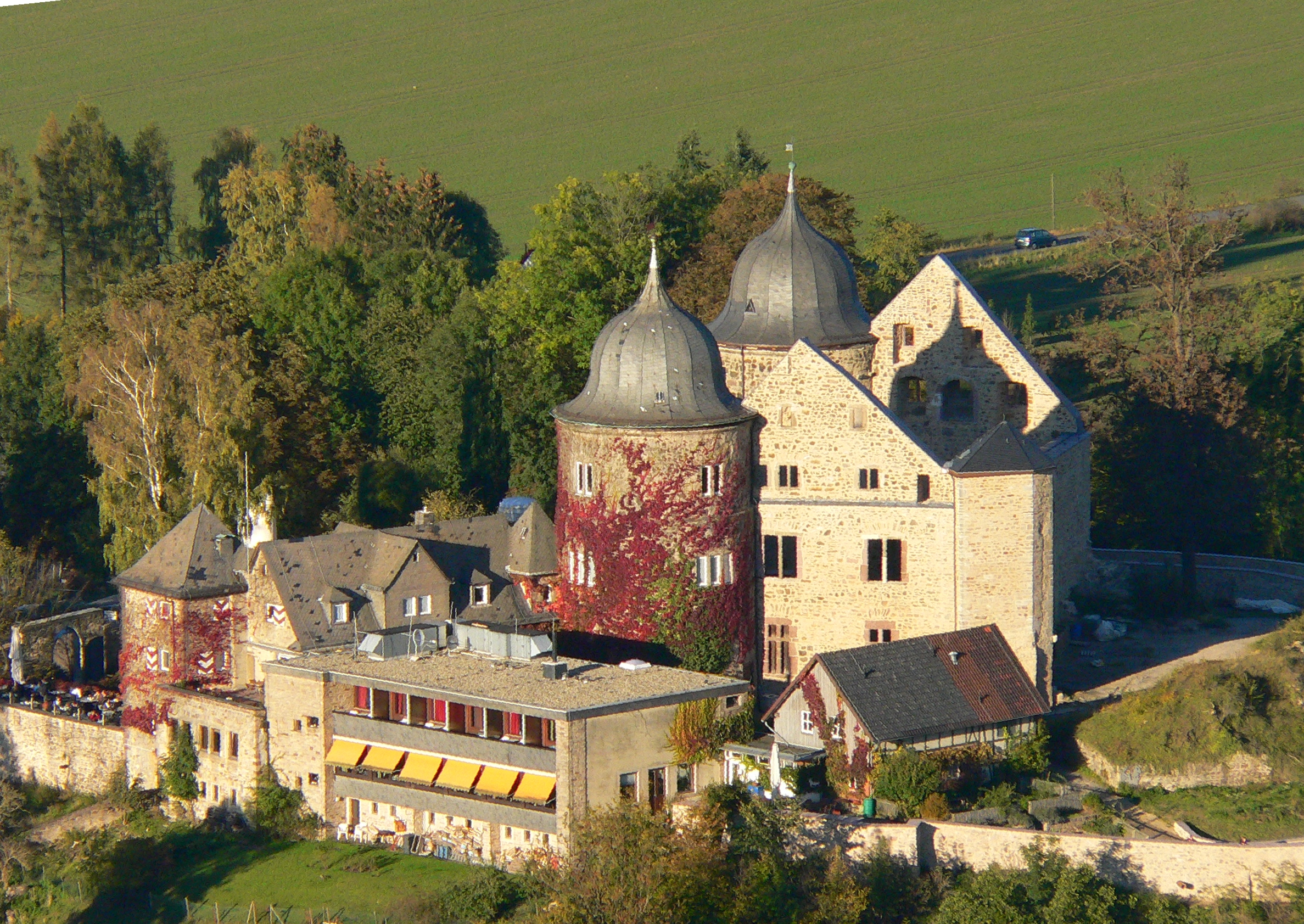
De Sababurg
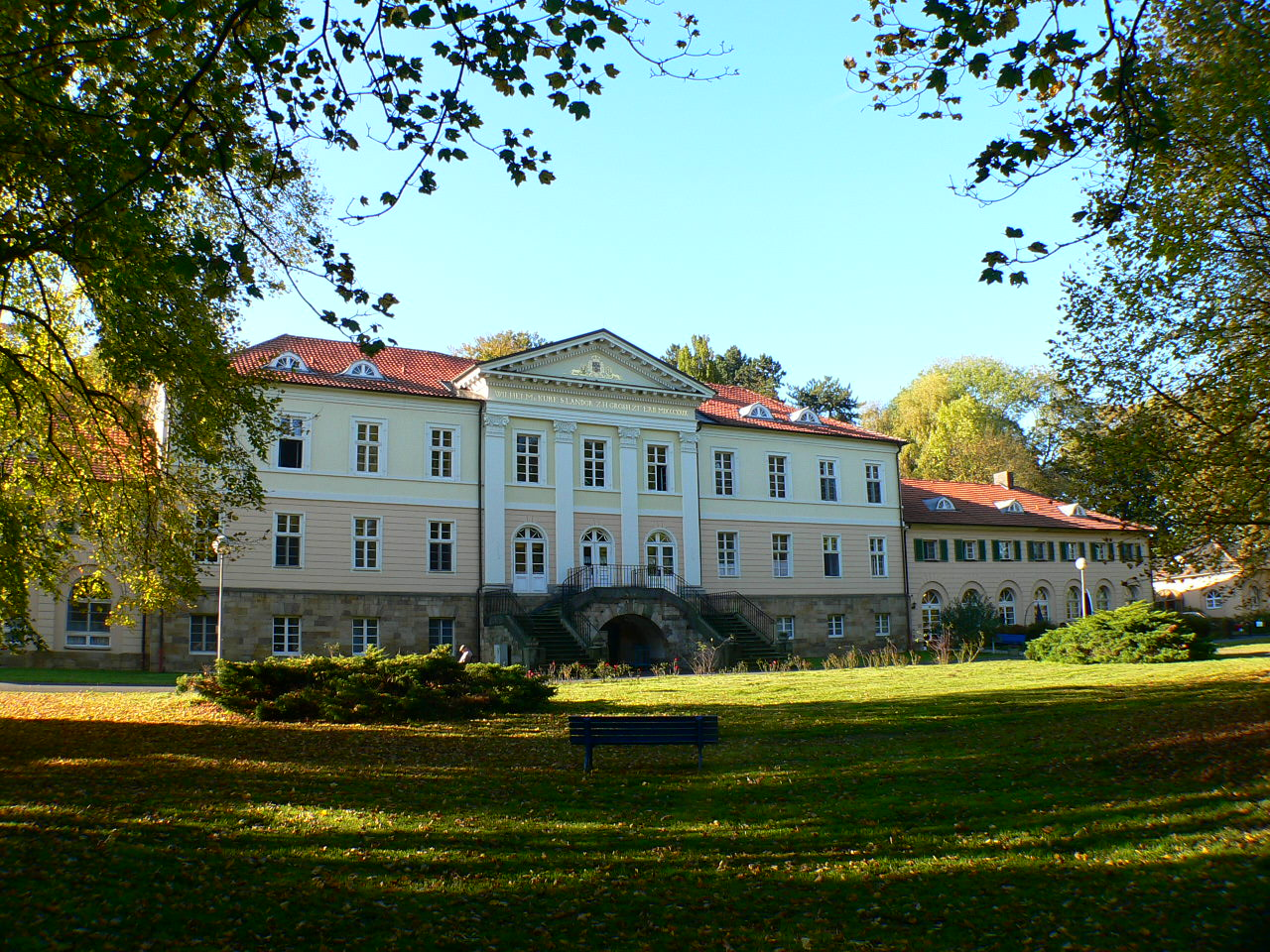
Het classicistische kasteel (voormalige stoeterij, thans woonvorm voor ouderen) te Beberbeck
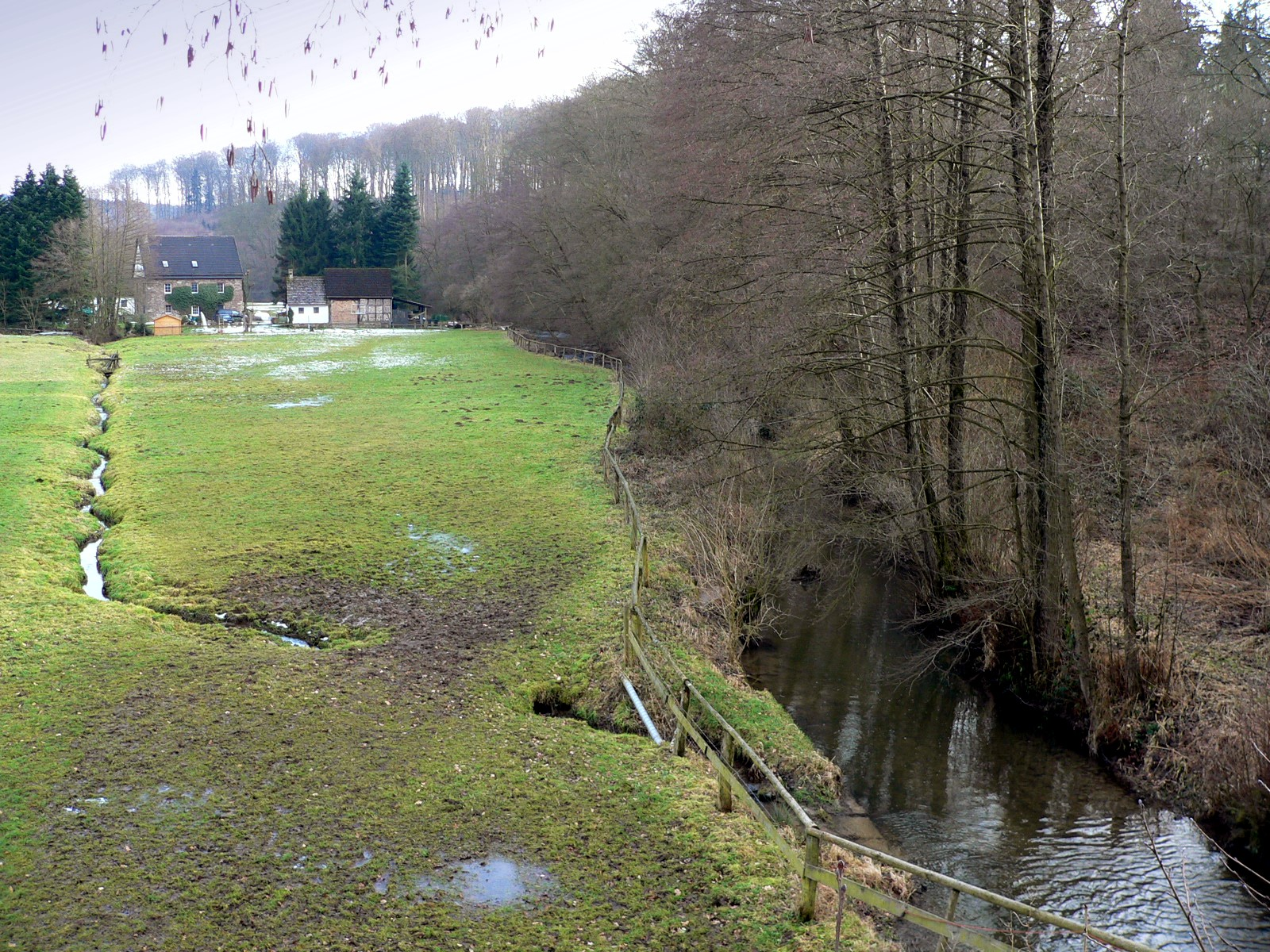
De beek Holzape aan de westrand van het Reinhardswald, te Wülmersen
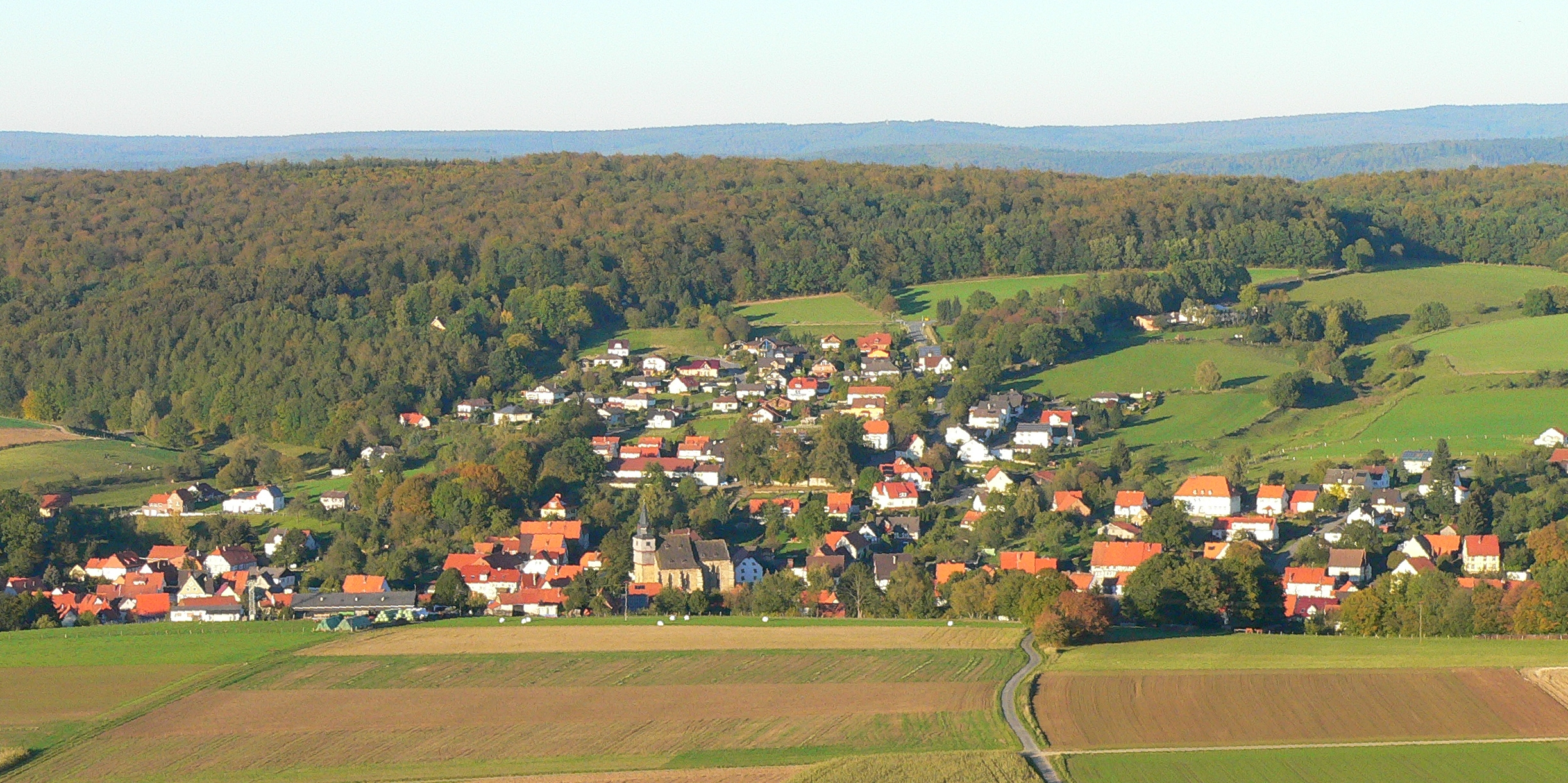
Het dorp Gottsbüren
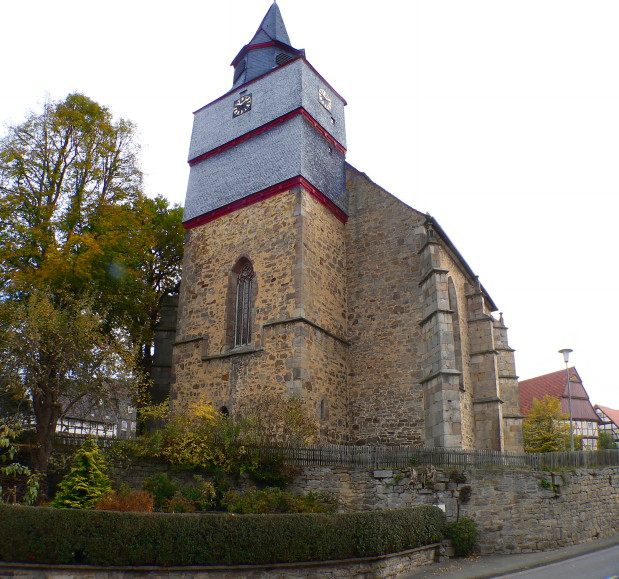
Bedevaartkerk (1331) in dit dorp, gewijd aan St. Jacobus

## Overig
Het hierna volgende betreft locaties, die van beide bovengenoemde gebieden deel uitmaken, tenzij uitdrukkelijk anders is vermeld.

### Lijst van heuveltoppen boven 300 meter
- Staufenberg (472,2 meter boven zeeniveau)
- Gahrenberg (472,1 m)
- Hahneberg (460,8 m)
- Junkernkopf (ca. 453 m)
- Mühlenberg (439,0 m)
- Langenberg (ca. 435 m)
- Kleiner Staufenberg (421,0 m)
- Staufenberg zuidelijke top
- Großer Pinnacker (400,0 m)
- Hahneberg oostflank
- Ahlberg (394,6 m)
- Steinhäufe (391,1 m)
- Knotberg (388,0 m)
- Olbenberg (371,1 m)
- Papenköpfe (367,8 m)
- Steinkopf bij Hilwartshausen (353,2 m)
- Sandkopf (340,1 m)
- Staufenküppel (333,8 m)
- Kuhberg (326,0 m)
- Grunewaldskopf (324,9 m)

### Overige informatie
Belangrijke, noord-zuid lopende verkeersaders zijn de Bundesstraße 83 aan de westflank en de Bundesstraße 80 aan de oostkant, op de linker Wezeroever.
Het in dit heuvelgebied het meest voorkomende gesteente is Buntsandstein.
Het Reinhardswald is in het algemeen dicht bebost, hoewel er ook zones met lichter bos zijn, zgn. Hutewald ( zie: Bosweide). Dit is in het verleden door het laten grazen van paarden en vee dunner, opener geworden bos.
Van 1575 tot 1970 werd bij de Gahrenberg mijnbouw bedreven. Een bruinkoolgroeve werd van 1842 - 1970 geëxploiteerd. In 2008 zijn de laatste hiermee in verband staande bouwsels gesloopt. Tot grote verontwaardiging van sommige buurtbewoners en vele natuurbeschermers werd in 2019 een contract gesloten, op grond waarvan in het gebied 20 zeer hoge windturbines voor de opwekking van elektriciteit uit windkracht zullen worden gebouwd.
De oudste  natuurbegraafplaats van Duitsland, uitsluitend voor crematie-as, is aan de noordwestflank van de Staufenberg ingericht. In het Reinhardswald zijn talrijke wandel- en fietsroutes uitgezet.
De beroemde schrijfster Annette von Droste-Hülshoff liet zich na een bezoek aan het Reinhardswald voor haar bekende novelle Die Judenbuche (1842) inspireren door een (intussen dood gegane) eik in het bos, waar in  1668 een Joodse reiziger was beroofd en vermoord. Ter plaatse is in 2003 een herdenkingsbord aangebracht.

## Galerij

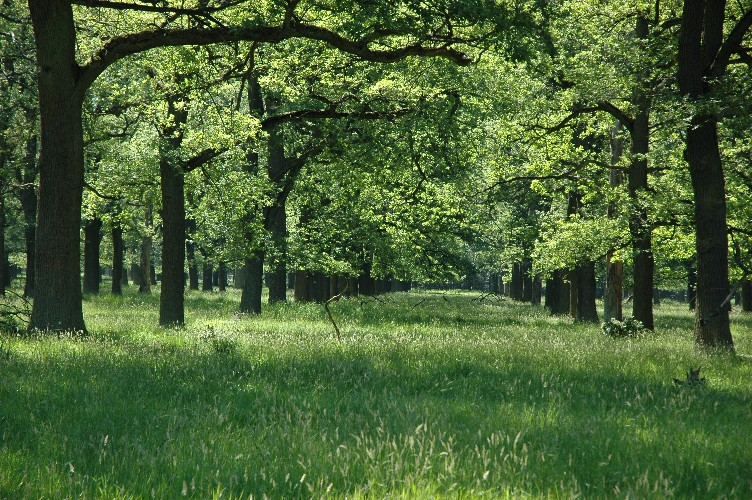
Licht bos (Hutewald) , Reinhardswald
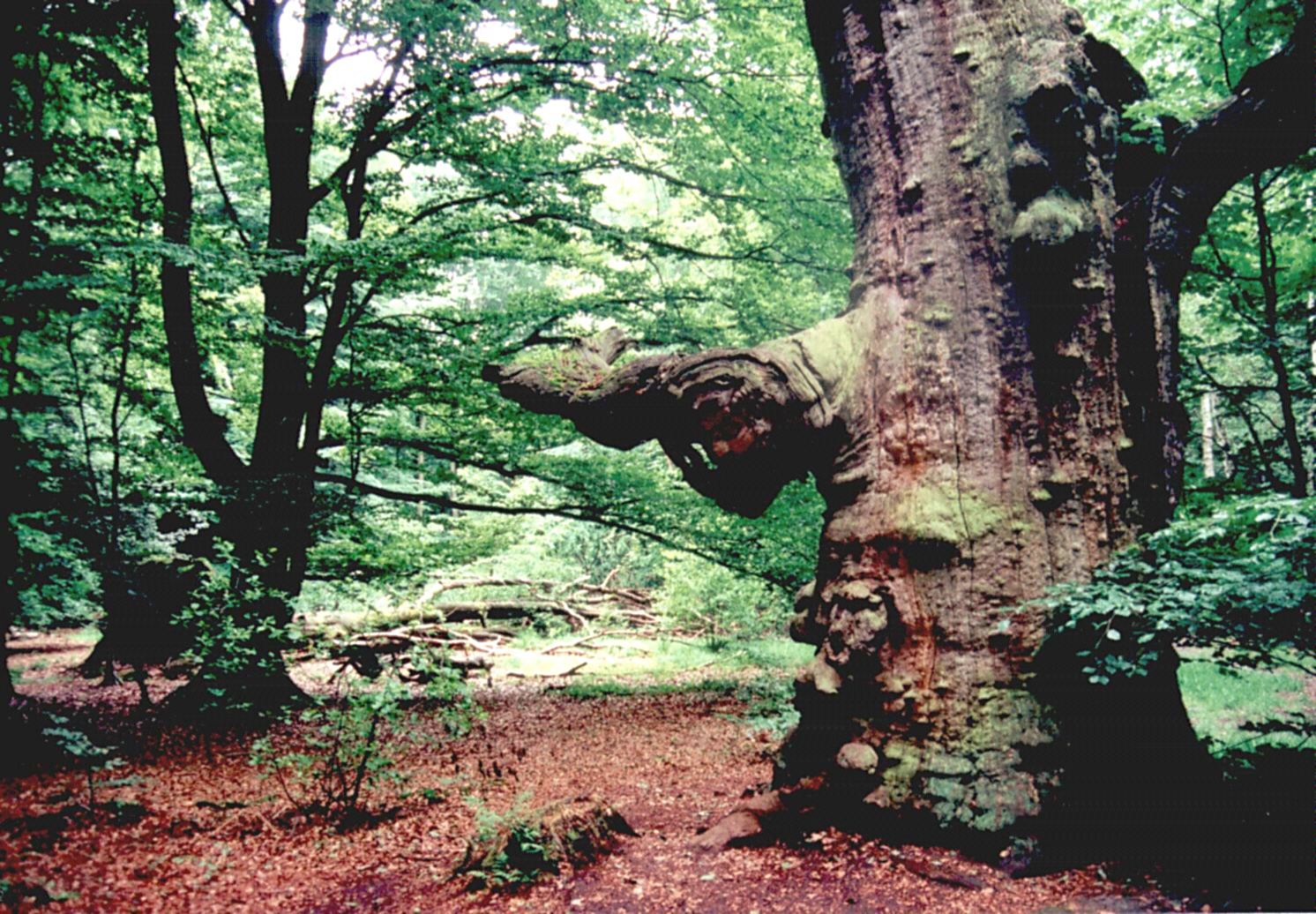
Grote, oude eik in dit gebied
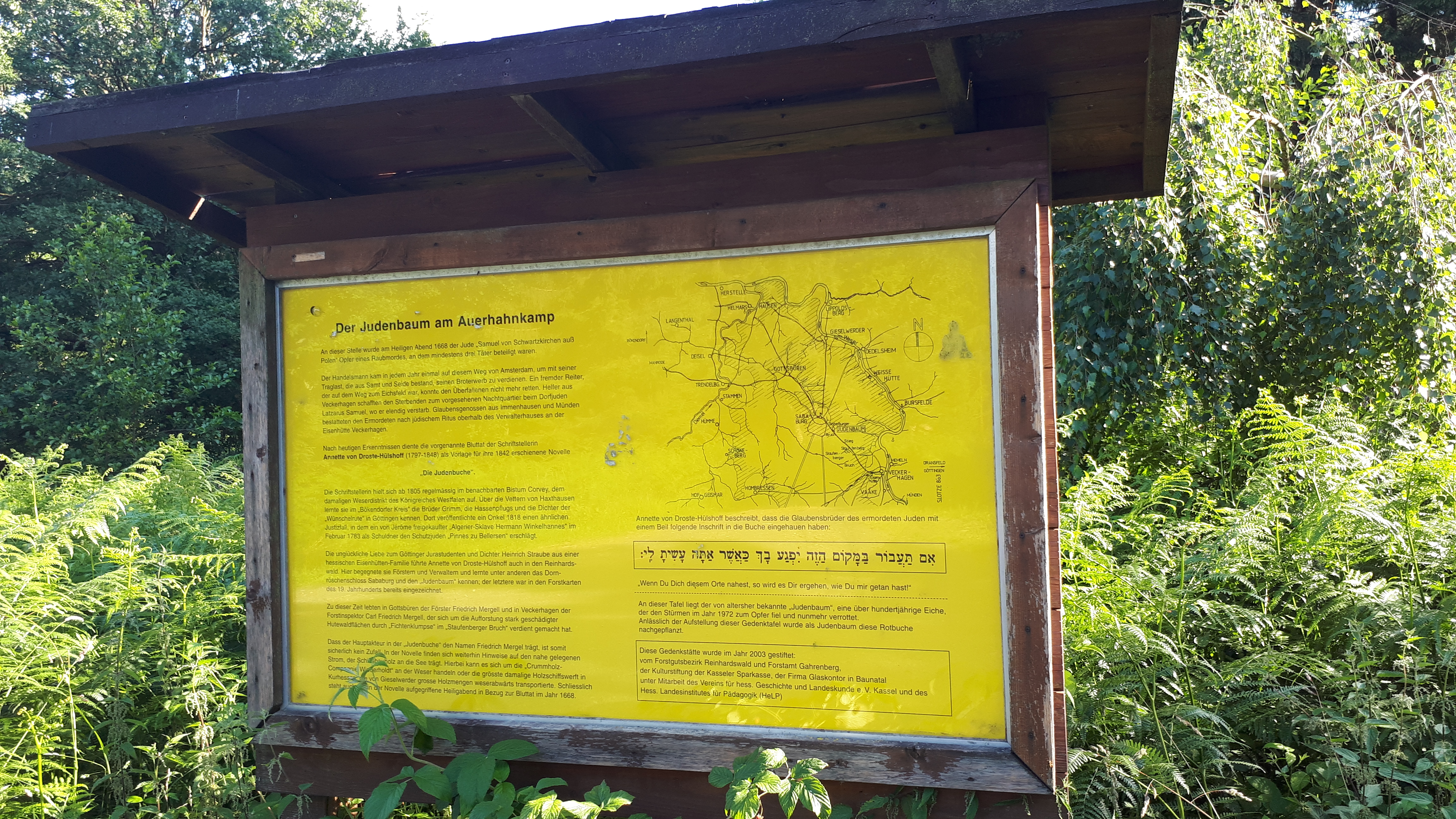
Gedenkbord Judenbuche
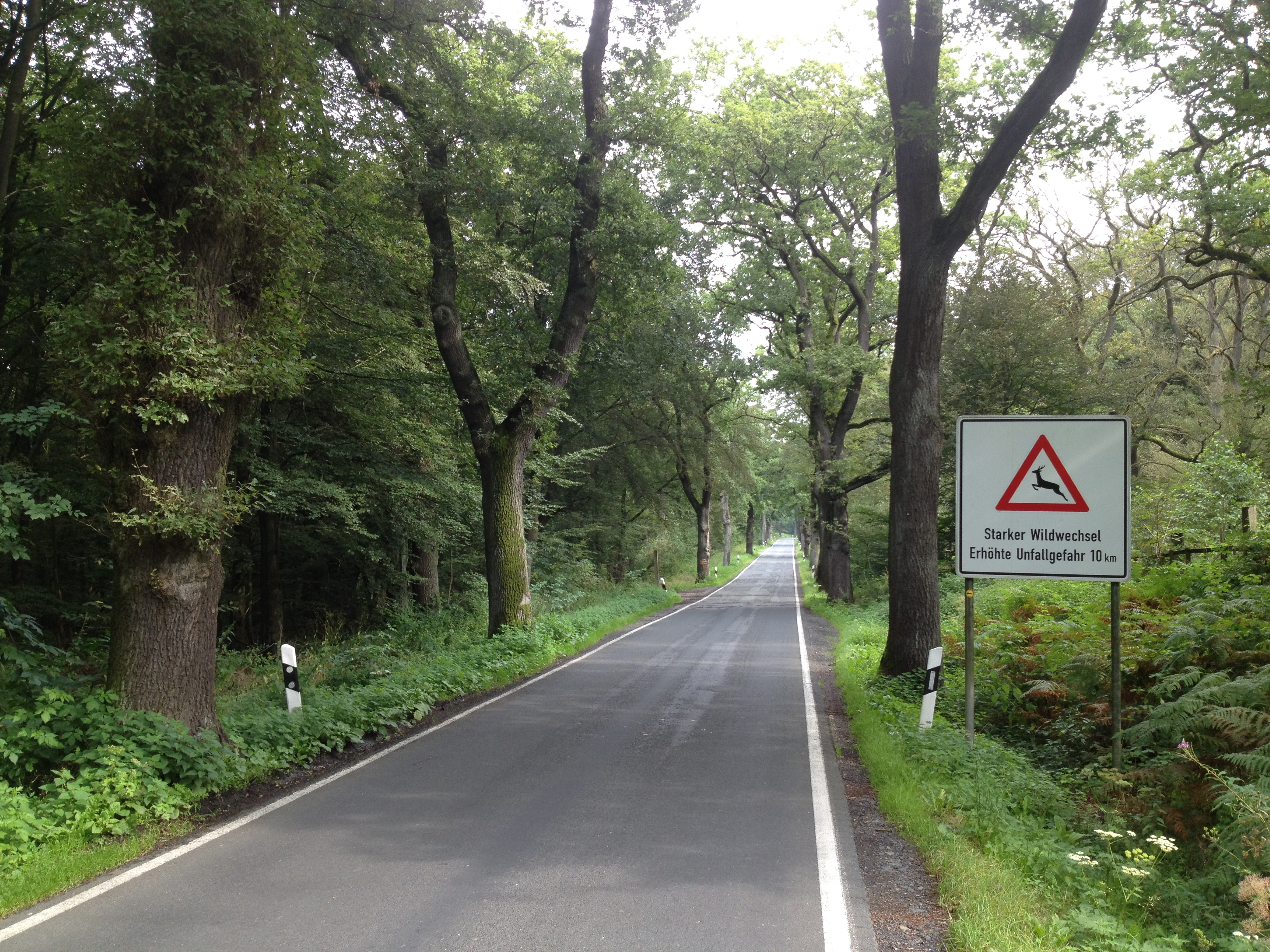
Fietspad bij Mariendorf (boswachtershuis)
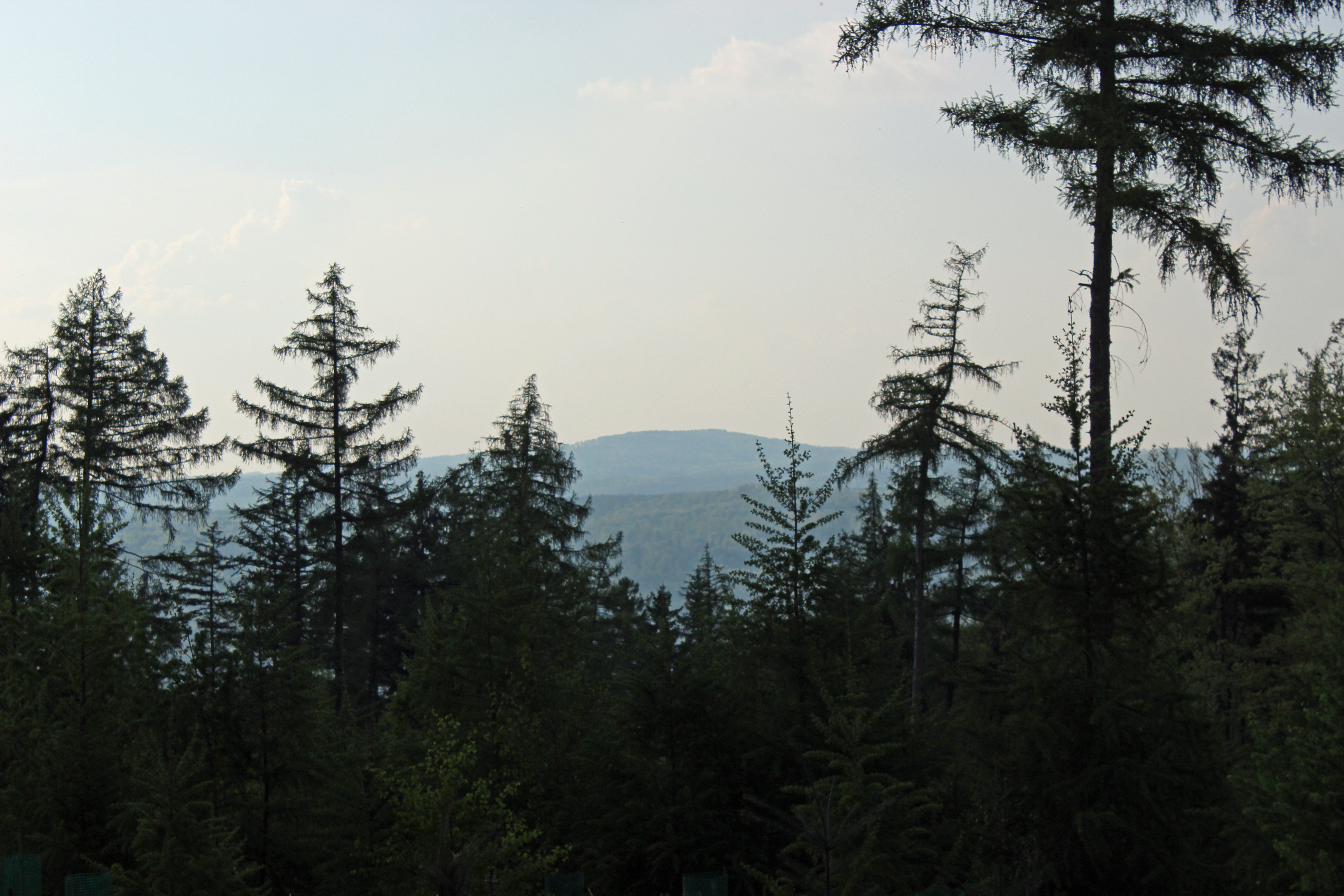
Gezicht op de Gahrenberg